# Guia Lopes da Laguna (ort)
Guia Lopes da Laguna är en ort i Brasilien.   Den ligger i kommunen Guia Lopes da Laguna och delstaten Mato Grosso do Sul, i den södra delen av landet, 1 100 km sydväst om huvudstaden Brasília. Guia Lopes da Laguna ligger 246 meter över havet och antalet invånare är 9 681.
Terrängen runt Guia Lopes da Laguna är platt. Närmaste större samhälle är Jardim, 3,5 km sydväst om Guia Lopes da Laguna.
Omgivningarna runt Guia Lopes da Laguna är huvudsakligen savann. Runt Guia Lopes da Laguna är det glesbefolkat, med 9 invånare per kvadratkilometer.